# 1976年沖繩縣知事選舉
1976年沖繩縣知事選舉是沖繩縣於1976年6月13日舉行的沖繩縣知事選舉，结果革新派支持的平良幸市胜出，接续前革新派知事屋良朝苗，继续革新派在沖繩縣的执政。

## 概述
此次選舉是屋良朝苗任期屆滿而進行的屆期選舉，革新派方面屋良朝苗并未出马，而是支持同为革新派的原冲绳社会大众党党主席平良幸市；另一方面，保守派由自民党支持的原民社党衆議院議員安里積千代出马。与1972年相同，1976年沖繩縣知事選舉的同一天举行沖繩縣議會議員選舉。由于平良幸市在1978年11月因脑血栓辞任知事，导致沖繩縣知事提前选举，因此本次选举是沖繩縣知事与縣議會議員选举最后一次在同一天举行。

## 选举结果
选举结果革新派支持的平良幸市以3万2597票之差胜出，投票率较1972年选举增加5.75%。
- 投票率 ：82.07%（▲5.75%）[2]

| 當選 | 候选人     | 所屬黨派           | 立场   | 得票数  | 得票率 |
| ---- | ---------- | ------------------ | ------ | ------- | ------ |
| 當選 | 平良幸市   | 知事选革新共斗会议 | 革新派 | 270,880 | 53.02% |
|      | 安里積千代 | 無所属             | 保守派 | 238,283 | 46.80% |